# Marineanca, Ismail
Marineanca (în rusă și ucraineană Новокаланчак, transliterat: Novokalanceak) este un sat în comuna Sofian-Trubaiovca din raionul Ismail, regiunea Odesa, Ucraina. Are 265 locuitori, preponderent bulgari.
Satul este situat la o altitudine de 74 metri, în partea central-nordică a raionului Ismail. El se află la o distanță de 10 km nord-est de satul Cișmeaua-Văruită, la nord de satul Dermendere.

## Demografie
Componența lingvistică a localității Marineanca
     Bulgară (89,06%)
     Rusă (9,43%)
     Română (1,13%)
     Alte limbi (0,38%)
Conform recensământului din 2001, majoritatea populației localității Marineanca era vorbitoare de bulgară (89,06%), existând în minoritate și vorbitori de rusă (9,43%) și română (1,13%).
2001: 265 (recensământ)